# John Brolin
Johan Leonard "John" Brolin, född 18 september 1867 i Jakob och Johannes församling i Stockholm, död 22 april 1927 i USA, var en svensk dekorationsmålare.
Han var son till Andreas Brolin och Hulda Carolina Berggren samt från 1906 gift med Hilda Andriene Iversén. Brolin studerade vid Tekniska skolan i Stockholm 1883–1888 samt vid en konstskola i Berlin 1892–1893. Efter studierna arbetade han först i sin fars ateljé i Berlin, och senare som assistent till fadern i Königsberg, Stettin och Stockholm. Han flyttade till USA 1921.
Efter hans död fördes askan till Stockholm och Norra begravningsplatsen där jordfästning och gravsättning skedde.